# واسکازین

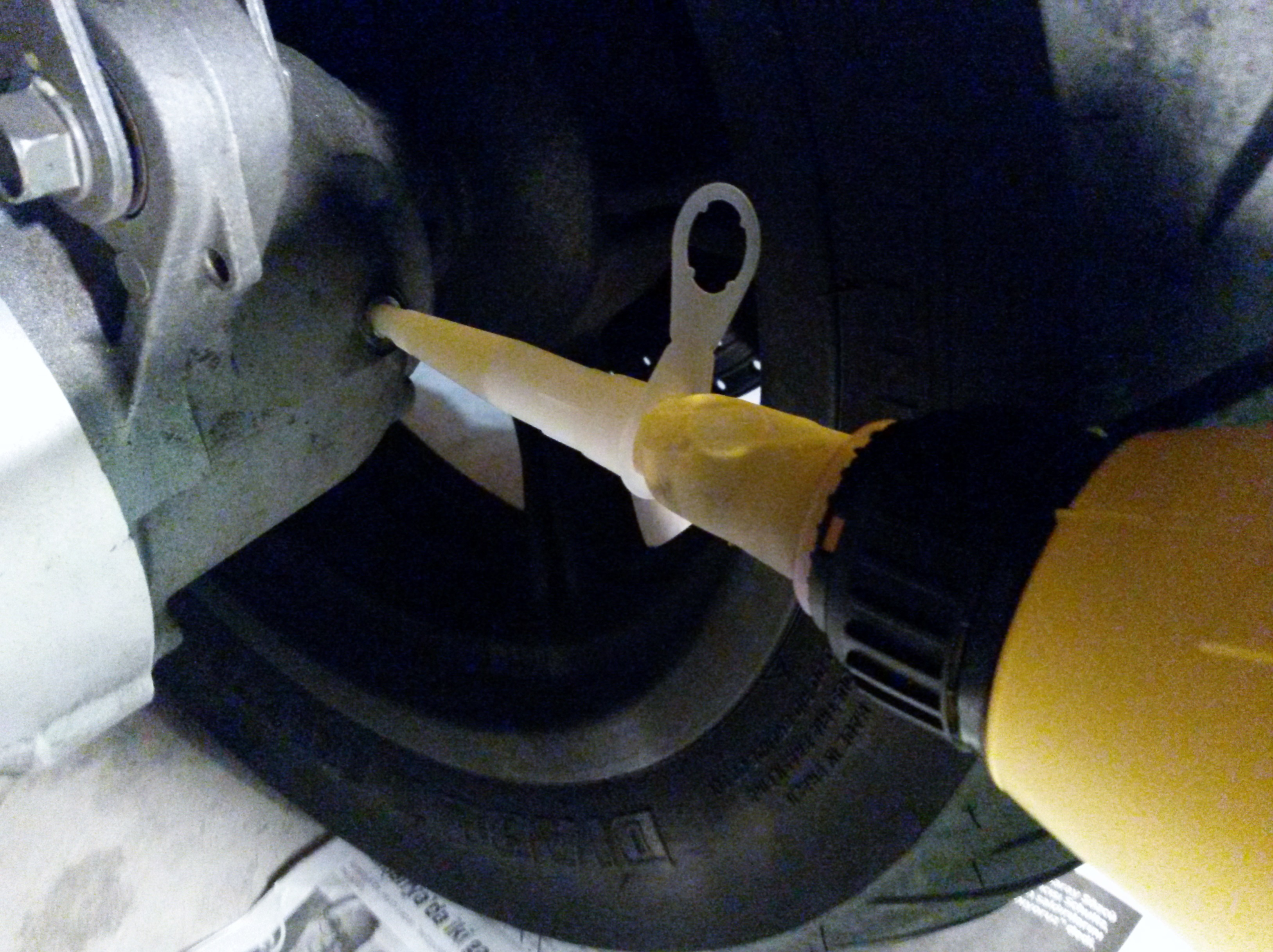
افزودن واسکازین به بخشی از سیستم دنده یک موتورسیکلت.

واسکازین یا روغن جعبه‌دنده روانسازی است که برای روان‌کاری قطعات متحرک موجود در جعبه‌دنده (گیربکس)، دیفرانسیل و جعبه‌فرمان خودرو استفاده می‌شود. این روانساز دارای گرانروی ناچیز (حتی در دماهای بالا) بوده و باید با فلزات موجود در جعبه‌دنده (فولاد و آلیاژهای مس) سازگاری کافی داشته باشد.
یکی از روغن‌هایی که در خودرو مصرف می‌شود، روغن دنده یا واسکازین است. واسکازین کلمه روسی روغن دنده (Gear oil) می‌باشد. این روغن‌ها در گیربکس و دیفرانسیل خودرو استفاده می‌شوند وبا روغن موتور فرق دارند. روغن دنده دارای مواد افزودنی مخصوصی است که دنده‌ها را در مقابل فشار محافظت می‌کند. روغن دنده مخصوص دیفرانسیل چون در شرایط سخت تری کار می‌کند، باید از روغن دنده گیربکس قوی‌تر باشد. این روغن‌ها نیز مانند روغن موتور بر اساس سطح کیفیت (API) و ویسکوزیته (گرانروی SAE) طبقه‌بندی می‌شوند.
به هنگام سخت جا رفتن یا به‌طورکلی جا نرفتن دنده خودرو اولین موردی که باید بررسی شود کمبود واسکازین جعبه‌دنده یا مناسب نبودن کیفیت و غلظت واسکازین است که می‌تواند در نتیجه تعویض دیرهنگام این مایع رخ داده باشد. همچنین در خنک کن گیربکس نیز وجود دارد